# Sandiás
Sandiás és un municipi de la comarca da Limia, al centre-sud de la província d'Ourense. Està constituït per tres parròquies: Couso de Limia (Santa María), Piñeira de Arcos (San Xoán) i Sandiás (Santo Estevo). Limita amb els municipis de Xunqueira de Ambía i Allariz al nord, a l'oest amb Vilar de Santos i amb Xinzo de Limia a l'est i al sud.
Geogràficament el terme municipal està constituït per una zona muntanyosa a la part més occidental. Però la major part del territori està format per una planura que arriba fins a la Llacuna d'Antela.
La superfície total és de 52,9 km², i al població és de 1.554 habitants.

## Història
Segons els investigadors aquestes terres han estat poblades des de molt antic. Així ho demostren els vestigis de la cultura romana: el miliar, prova del pas d'una calçada romana pel terme municipal, i el probable assentament de la mansió romana de nom Geminis.
Posteriorment, a l'època medieval, cal destacar l'existència d'un castell que va patir les conseqüències de la Revolta Irmandiña a mig segle xv. Així, va ser enfonsat i, més tard, reconstruït.

## Personatges il·lustres
- Carmen Fernández Seguín, lluitadora antifranquista.